# 杉岡直人
杉岡 直人（すぎおか なおと、1949年 - ）は、日本の社会福祉学者・社会学者。専門は、地域福祉論・家族社会学・農村社会学。特に、日本の家族変動、地産地消社会の可能性、NPO型社会を研究。現在、北星学園大学社会福祉学部福祉計画学科名誉教授。北海道恵庭市出身。

## 略歴
- 1974年、北海道大学文学部卒業。
- 1978年、北海道大学大学院文学研究科博士課程退学。同年6月、北海道大学文学部助手。
- 1981年、北星学園大学文学部講師。
- 1984年、同文学部助教授。
- 1994年、同文学部教授。
- 1996年、同社会福祉学部教授
- 2020年、同定年退職。同名誉教授。まちラボSAPPORO代表[2][3]。

この他、NPOへの貸付を専門とする日本初のNPO、北海道NPOバンク理事長を務めた。

## エピソード
夏季の標準時間をずらすサマータイムの北海道における提唱者の1人。

## 主著
- 『農村地域社会と家族の変動』（ミネルヴァ書房、1990年）
- （染谷俶子）編著『老いと家族－変貌する高齢者と家族』（ミネルヴァ書房、2000年）
- 日本村落研究学会編『むらの社会を研究する』（農山漁村文化協会、2007年）
- 『北海道の歴史と福祉』（共著、北海道社会福祉研究会、2009年）
- （三本松政之・武川正吾）『社会理論と社会システム』（ミネルヴァ書房、2009年）
- 『まちづくりの福祉社会学』（中央法規、2020年）

のほか、初学者にも解り易く平易な著書を多く執筆。

## 駐
1. ↑  『北海道人物・人材情報リスト　2004　かーと』（日外アソシエーツ、2004年）ｐ１１１７
2. ↑  以上につきマイポータル
3. ↑  まちラボSAPPORO自己紹介
4. ↑  『北海道人物・人材情報リスト　2004　かーと』（日外アソシエーツ、2004年）ｐ１１１７